# Hypospila thermesina
Hypospila thermesina är en fjärilsart som beskrevs av Achille Guenée 1863. Hypospila thermesina ingår i släktet Hypospila och familjen nattflyn. Inga underarter finns listade i Catalogue of Life.